# Horváth Sándor (matematikus)
Horváth Sándor (Marosvásárhely, 1953. március 13. –) erdélyi magyar matematikus, egyetemi docens.

## Életpályája
Matematika szakot végzett a bukaresti egyetemen. 1999-ben doktorált a kolozsvári Babeș–Bolyai Tudományegyetemen. A marosvásárhelyi Petru Maior Egyetemen tanított. Egyetemi docensként ment nyugdíjba . Bolyai János tiszteletére, születésének 200. évfordulóján, 2002. december 15-én leplezték le Marosvásárhelyen az általa tervezett Pszeudoszféra-emlékművet.

## Munkássága
Fő kutatási szakterületei: differenciálegyenletek, komplex függvények. Horváth Alexandru néven publikál.

### Könyvei
- Szilágyi Miklós, Szabó Zsuzsanna, Horváth Alexandru, Finta Béla, Graţiela Laslo, Mona Cristescu, Nicola Oprea, Marcel Bogdan: Culegere de probleme, Teste grilă de matematică, Editura Universităţii „Petru Maior” Tg. Mureş, 2002, ISBN 973-8084-54-7.
- Horváth Alexandru: Introducere în algebra computaţională Vol.I – aplicaţii în geometrie, sisteme de ecuaţii, coduri, Ed. didactică şi pedagogică, 2011.
- Horváth Alexandru: Introducere în algebra computaţională Vol.II – aplicaţii în grupuri, ecuaţii algebrice, topologie, Ed. didactică şi pedagogică, 2011.

### Szakcikkei (válogatás)

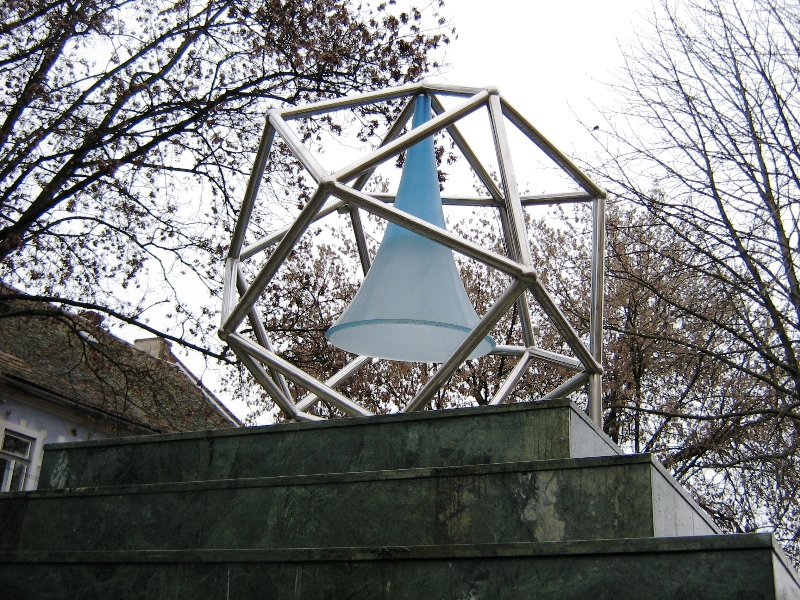
A Pszeudoszféra-emlékmű a Bolyai téren. Horváth Sándor tervezése

- Lisei, Hannelore; Varga, Csaba; Horváth, Alexandru: Multiplicity results for a class of quasilinear eigenvalue problems on unbounded domains. ARCHIV DER MATHEMATIK, 90 (3), pp. 256–266, 2008.
- Breckner, Brigitte E.; Horváth, Alexandru; Varga, Csaba: A multiplicity result for a special class of gradient-type systems with non-differentiable term. NONLINEAR ANALYSIS-THEORY METHODS & APPLICATIONS, 70 (2), pp. 606–620, 2009.
- Horváth, A; Némethi, A: On the Milnor fiber of non-isolated singularities. STUDIA SCIENTIARUM MATHEMATICARUM HUNGARICA, 43 (1), pp. 131–136, 2006.
- Breckner, Brigitte E.; Horváth, Alexandru; Varga, Csaba: A multiplicity result for a special class of gradient-type systems with non-differentiable term. NONLINEAR ANALYSIS-THEORY METHODS & APPLICATIONS, 70 (2), pp. 606–620, 2009.
- Szantó, Csaba; Horváth, Alexandru: Formulas for Kronecker invariants using a representation theoretical approach. LINEAR ALGEBRA AND ITS APPLICATIONS, 430 (2-3), pp. 664–673, 2009.
- Horváth, Alexandru: On differentiable functions preserving rationality and irrationality. Stud. Univ. Babeş–Bolyai, Math. 45, No.4, 63–70 (2000).
- Horváth, Alexandru: Proving geometric theorems via Gröbner bases theory. Bul. Ştiinţ. Univ. Baia Mare, Ser. B, Fasc. Mat.-Inform. 16, No.1, 49–58 (2000).
- Horváth, Alexandru: Analytic invariants and the resolution graphs of the singularities of the type ADE. Stud. Univ. Babeş-Bolyai, Math. 44, No.4, 49–54 (1999).
- R. Oláh-Gál, Al. Horváth: Deep geometrical thoughts from some - until now not publishes manuscripys of János Bolyai, 11 p. European Virtual Laboratory of Mathematics